# Поліперхон
Поліпе́рхон, також Поліпе́рхонт, Поліспе́рхон, Поліспе́рхонт (грец. Πολυπέρχων, 385 до н. е., Тимфея — 303 до н. е.) — діадох, командувач таксиса фаланги у війську Александра Македонського. Після смерті останнього був регентом малолітнього сина Геракла, згодом правитель Пелопоннесу.

## Життєпис
Народився у Тимфеї. Син Сіммія, царя Тимфеї. Народився близько 380 року до н.е. Близько 350 року до н.е. Тимфею було захоплено македонським царем Філіппом II. Брав участь у битвах при Іссі (після неї призначено командиром (таксіархом) Тимфейської фаланги пежетейрів) та Гавгамелах, командував у Бактрії та супроводжував Александра в індійському поході. У 324 з ветеранами повернувся у Македонію. Брав участь у Ламійській війні.
У 319 до н. е., після смерті Пердікки та Антипатра, імперським регентом став Поліперхон. Однак його не визнали Антигон I Одноокий, Лісімах та Кассандр, син Антипатра. Останній у 318 до н. е. підняв повстання у Греції. Поліперхонт з 20-тисячною армією переплив на Пелопоннес. Тут його справи складалися несприятливо — він був змушений відійти від Мегалополя, який намагався захопити. Трохи пізніше Поліперхонт повалив олігархію в Афінах і уклав союз з царицею Олімпіадою, матір'ю Александра Великого. Однак утримати Афіни у своїх руках йому не вдалося.
Поліперхонт воював з Касандром у 316 і 314 до н. е., потім у 310 уклав з ним мир, повернувся на Пелопоннес і підпорядкував собі Мегаріду, Ахайю, Аргос та Еліду. Поліперхон вирішив, виставивши попереду свого війська Геракла, відвоювати Македонію, що дуже втомилась від нескінченних воєн діадохів. З армією у 20 тисяч піхоти, тисячі кінноти і Геракла, сина Александра Великого, він підійшов до кордонів Македонії, де правив Кассандр, який проте не насмілювався іменувати себе царем. Кассандр затіяв переговори з Поліперхонтом, в ході яких пообіцяв взяти його сторону на Пелопоннесі в обмін на життя спадкоємця македонського трону. Угода відбулася. У 309 до н. е. після розкішного бенкету Геракла і його мати Барсіну задушили за розпорядженням Поліперхона. З цього часу не залишилося спадкоємців і продовжувачів династії Аргеадів, Філіппа ІІ та Александра Великого, що правили Македонією більше 4-х століть.
Про останні роки життя Поліперхонта відомо вкрай мало. Відомо лише, що він був вбитий Деметрієм Поліоркетом близько 303 до н. е.

## Маніфест Поліперхона
Однією з найцікавіших пам'яток елліністичної дипломатії є маніфест Поліперхона, що був проголошений до грецьких міст 319 до н. е.. Після прийняття повноважень регента, проти Поліперхона утворилася сильна коаліція, на чолі якої стояли Кассандр, Антигон I Одноокий, Птолемей I Сотер, Селевк I Нікатор. Коаліція була сильніше. Ця обставина й змусила його піти на цей дипломатичний маневр. У пошуках союзників він звернувся із широкомовним маніфестом до грецьких міст, обіцяючи їм відновлення демократії та свободи.
У цьому маніфесті виступає у ролі законного спадкоємця династії Філіппа й Александра, а своїх ворогів оголошує заколотниками й узурпаторами.
Вигнаним демократам дозволялося повернутися на батьківщину й отримати колишні громадянські права. Якщо б у законах Филиппа й Александра, говорилося в маніфесті, виявилися які-небудь недоліки, то вони підлягають виправленню. Особливозначались права Афін. Всі афінські володіння оголошувалося недоторканістю. Крім того, Афінам віддавалися Самос та Ороп.
Маніфест закінчувався закликом, зверненим до всіх греків, ні за яких обставин не піднімати зброї проти законних правителів і не підтримувати заколотників. Тим, хто ослухався б цієї постанови загрожували вигнання та конфіскація майна як їх самих, так і всіх їхніх родичів та друзів.
Своїм маніфестом досягав поставленої мети: тимчасового ослаблення ворожої коаліції, а у багатьох грецьких містах демос виступив проти олігархії.